# Jaroslav Huleš
Jaroslav Huleš (2. července 1974 Čimelice – 8. července 2004 Písek) byl český motocyklový závodník, účastník Mistrovství světa silničních motocyklů (MotoGP).

## Život
Narodil se v jihočeské obci Čimelice. Kariéru zahájil motokrosem, ale poté přešel na silniční motocykly do kubatury 125 cm³ (první závod: Přebor Moravy 13. května 1990 v Brně na Masarykově okruhu – první vítězství se strojem MBA), kde v letech 1992, 1993, 1994 a 1995 jezdil v seriálu Mistrovství České republiky silničních motocyklů. V roce 1992 také začal závodit na Mistrovství Evropy silničních motocyklů. Jeho největším úspěchem v této kubatuře bylo v roce 1995 4. místo, kdy při Velké ceně České republiky silničních motocyklů v Brně porazil Valentina Rossiho. V roce 1996 jezdil Mistrovství světa silničních motocyklů 125 cm³ za tým Pileri Honda, v roce 1997 LB Racing – Honda a v roce 1998 UGT 3000 – Honda. V roce 2000 jezdil s továrním motocyklem Italjet Moto – Sempruci. Sezóna 2001 byla jeho nejúspěšnější, jezdil za italský tým Matteoni – Bossini Fontana Honda. Sezónu 2002 začal na tovární Aprillii 125 cm³, ale poté přešel do týmu Dark Dog Yamaha Kurz, kde jezdil s Yamahou 250 cm³. Ve své poslední sezóně jezdil opět na motocyklu Yamaha za tým Elit Grand Prix a poté za tým Darth Dog Molenaar Honda, kde jezdil na motocyklu značky Honda. V kubatuře 250 cm³ nebyl příliš úspěšný, tak plánoval přejít zpět do kubatury 125 cm³. V roce 2004 měl jezdit na stroji Honda za tým Elit, jeho týmový kolega měl být Švýcar Thomas Lüthi. Ale Mezinárodní federace motocyklistů rozhodla, že od roku 2004 bude kubatura 125 cm³ vyčleněna jen pro juniory. Plánoval závodit na Mistrovství Německa, ale nakonec podepsal smlouvu s rakouským týmem WRT Honda Austria pro vytrvalostní závody (endurance). Bohužel ani to mu nevyšlo. Kvůli zranění, které si přivodil pádem na brněnském okruhu, musel podstoupit operaci a závodů se zúčastnit nemohl.
V den svých 30. narozenin se pokusil o sebevraždu oběšením. Po šesti dnech v kómatu zemřel. Zanechal zde manželku Evu, s níž měl v té době čtyřletého syna Jakuba. V médiích se objevily spekulace, že důvodem k sebevraždě byly rodinné důvody, ale ty otec Jaroslava popřel.
Od roku 2007 se každoročně na Masarykově okruhu v Brně koná Memoriál Jaroslava Huleše – Mistrovství České republiky silničních motocyklů a Alpe Adria Cup.

## Kompletní výsledky Jaroslava Huleše

### Závody Mistrovství světa
| Legenda k tabulce | Legenda k tabulce                                                                       |
| Barva             | Výsledek                                                                                |
| ----------------- | --------------------------------------------------------------------------------------- |
| Zlatá             | Vítěz                                                                                   |
| Stříbrná          | 2. místo                                                                                |
| Bronzová          | 3. místo                                                                                |
| Zelená            | Bodované umístění                                                                       |
| Modrá             | Nebodované umístění                                                                     |
| Modrá             | Dokončil neklasifikován (NC)                                                            |
| Fialová           | Odstoupil (Ret)                                                                         |
| Červená           | Nekvalifikoval se (DNQ)                                                                 |
| Červená           | Nepředkvalifikoval se (DNPQ)                                                            |
| Černá             | Diskvalifikován (DSQ)                                                                   |
| Bílá              | Nestartoval (DNS)                                                                       |
| Bílá              | Závod zrušen (C)                                                                        |
| Světle modrá      | Pouze trénoval (PO)                                                                     |
| Světle modrá      | Páteční testovací jezdec (TD)                                                           |
| Bez barvy         | Netrénoval (DNP)                                                                        |
| Bez barvy         | Vyřazen (EX)                                                                            |
| Bez barvy         | Nepřijel (DNA)                                                                          |
| Bez barvy         | Odvolal účast (WD)                                                                      |
| Bez barvy         | Nezúčastnil se (prázdné)                                                                |
| Označení          | Význam                                                                                  |
| Tučnost           | Pole position                                                                           |
| Kurzíva           | Nejrychlejší kolo                                                                       |
| †                 | Jezdec nedojel do cíle, ale byl klasifikován, protože odjel více než 90 % délky závodu. |
| ‡                 | Byl udělován poloviční počet bodů, protože bylo odjeto méně než 75 % délky závodu.      |
| Horní index       | Umístění bodujících jezdců ve sprintu                                                   |

| Rok  | Kubatura | Motocykl | 1       | 2       | 3       | 4       | 5       | 6       | 7       | 8       | 9       | 10      | 11      | 12      | 13      | 14      | 15      | 16      | Pozice | Body |
| ---- | -------- | -------- | ------- | ------- | ------- | ------- | ------- | ------- | ------- | ------- | ------- | ------- | ------- | ------- | ------- | ------- | ------- | ------- | ------ | ---- |
| 1993 | 125 cc   | Honda    | AUS     | MAL     | JPN     | SPA     | AUT     | GER     | NED     | EUR     | SMR     | GBR     | CZE 23  | ITA     | USA     | FIM     |         |         | -      | -    |
| 1994 | 125 cc   | Honda    | AUS     | MAL     | JPN     | SPA     | AUT     | GER     | NED     | ITA     | FRA     | GBR     | CZE Ret | USA     | ARG     | EUR     |         |         | -      | -    |
| 1995 | 125 cc   | Honda    | AUS     | MAL     | JPN     | SPA     | GER     | ITA     | NED     | FRA     | GBR     | CZE 20  | BRA     | ARG     | EUR     |         |         |         | -      | -    |
| 1996 | 125 cc   | Honda    | MAL 14  | INA 17  | JPN 14  | SPA 22  | ITA 15  | FRA Ret | NED Ret | GER 17  | GBR 18  | AUT 17  | CZE 17  | IMO 13  | CAT 13  | BRA 15  | AUS Ret |         | 23.    | 12   |
| 1997 | 125 cc   | Honda    | MAL 11  | JPN Ret | SPA 14  | ITA     | AUT Ret | FRA Ret | NED 11  | IMO 13  | GER Ret | BRA Ret | GBR Ret | CZE 14  | CAT Ret | INA 20  | AUS Ret |         | 21.    | 17   |
| 1998 | 125 cc   | Honda    | JPN Ret | MAL 14  | SPA 6   | ITA Ret | FRA Ret | MAD 12  | NED 15  | GBR Ret | GER Ret | CZE Ret | IMO Ret | CAT 19  | AUS 8   | ARG 18  |         |         | 20.    | 25   |
| 1999 | 125 cc   | Italjet  | MAL     | JPN     | SPA     | FRA     | ITA     | CAT     | NED     | GBR     | GER     | CZE Ret | IMO Ret | VAL     | AUS     | RSA     | BRA     | ARG     | -      | -    |
| 2000 | 125 cc   | Italjet  | RSA Ret | MAL Ret | JPN Ret | SPA 14  | FRA Ret | ITA 14  | CAT Ret | NED Ret | GBR 8   | GER Ret | CZE 9   | POR 10  | VAL 21  | BRA Ret | PAC     | AUS 15  | 19.    | 26   |
| 2001 | 125 cc   | Honda    | JPN 17  | RSA 22  | SPA 9   | FRA 9   | ITA 15  | CAT Ret | NED 8   | GBR Ret | GER 6   | CZE 7   | POR 7   | VAL Ret | PAC 14  | AUS 14  | MAL 15  | BRA 10  | 15.    | 62   |
| 2002 | 125 cc   | Aprilia  | JPN Ret | RSA Ret | SPA Ret | FRA Ret | ITA Ret | CAT 21  | NED 17  | GBR     | GER     |         |         |         |         |         |         |         | -      | -    |
| 2002 | 250 cc   | Yamaha   |         |         |         |         |         |         |         |         |         | CZE Ret | POR Ret | BRA 11  | PAC 15  | MAL 15  | AUS 12  | VAL 16  | 24.    | 11   |
| 2003 | 250 cc   | Yamaha   | JPN 17  | RSA 16  | SPA 16  | FRA 16  | ITA     | CAT     | NED     | GBR     | GER     | CZE     | POR     |         |         |         |         |         | 25.    | 10   |
| 2003 | 250 cc   | Honda    |         |         |         |         |         |         |         |         |         |         |         | BRA 15  | PAC Ret | MAL 15  | AUS 8   | VAL Ret | 25.    | 10   |

### Starty na divokou kartu v Brně
- 1993 – 23. místo
- 1994 – nedokončil kvůli pádu
- 1995 – 20. místo
- 1999 – nedokončil kvůli technické závadě

## Úspěchy v kariéře

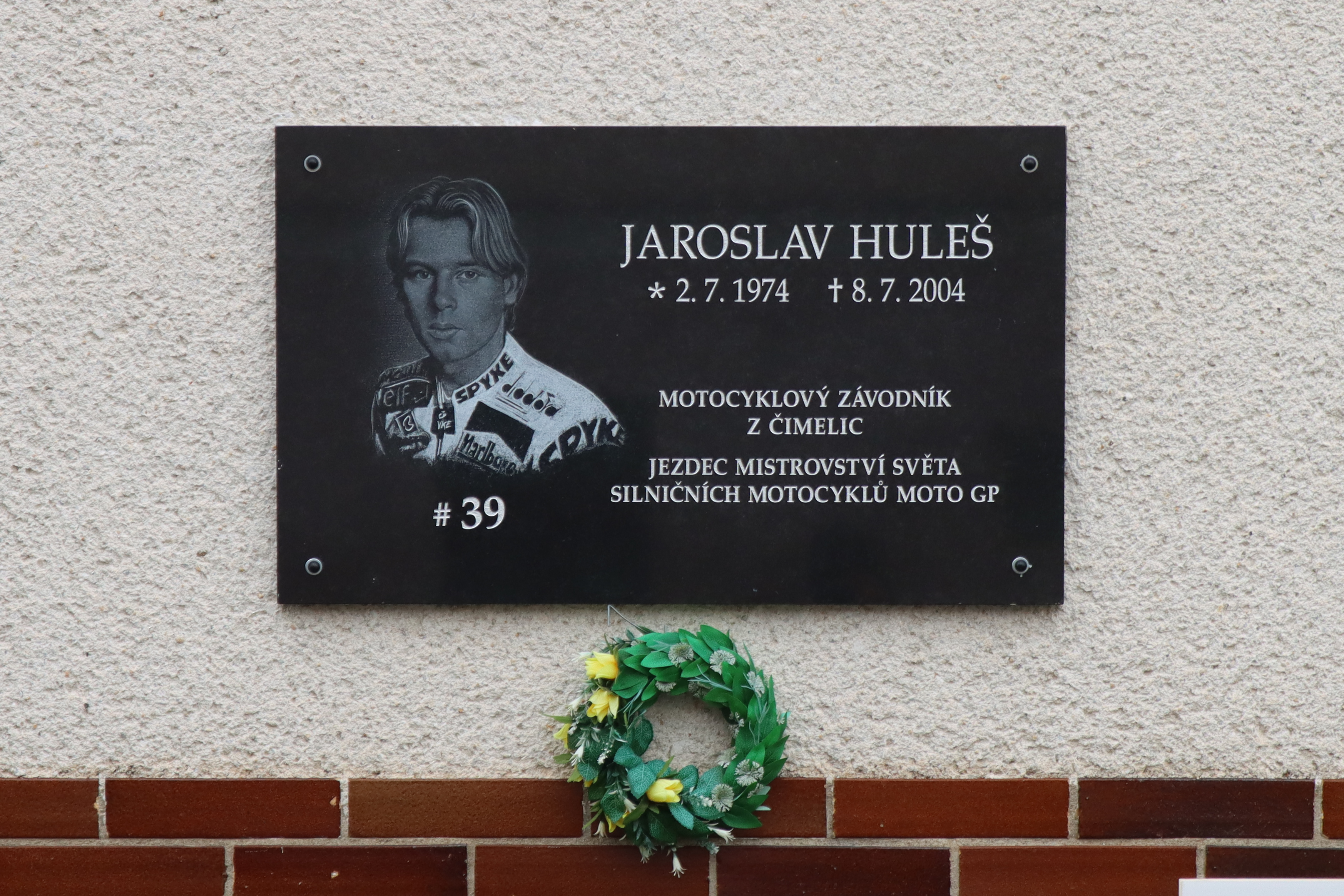
Pamětní deska v Čimelicích

### Mistrovství Evropy – 125cm³
- 1993 – 10. místo
- 1994 – 6. místo (1 vítězství)
- 1995 – 4. místo (2 vítězství, porážel i Rossiho)
- 1999 – 4. místo

### Mistrovství světa – 125cm³
- celkem 84 závodů
- 1996 – 23. místo / 12 bodů (bodoval hned v prvním závodě v Malajsii)
- 1997 – 21. místo / 17 bodů
- 1998 – 20. místo / 20 bodů
- 2000 – 19. místo / 26 bodů
- 2001 – 15. místo / 62 bodů
- 2002 – nebodoval (jenom část seriálu)

### Mistrovství světa – 250cm³
- celkem 16 závodů
- 2002 – 24. místo / 11 bodů (absolvoval jen závěr seriálu)
- 2003 – 25. místo / 10 bodů

### Zajímavosti kariéry
- 1995 – v Brně na Masarykově okruhu vyhrál závod Mistrovství Evropy třídy 125 cm³ před Valentinem Rossim.
- 1996 – po Františku Šťastném byl první český stálý jezdec Mistrovství světa silničních motocyklů
- 1997 – v Brně dokončil závod Mistrovství světa třídy 125 cm³ a stal se vůbec prvním českým jezdcem bodujícím na novém Masarykově okruhu.
- 2001 – na Sachsenringu v závodě MS třídy 125 cm³ se probojoval z 16. pozice na startu na 6. v cíli. Podle expertů nejlepší Hulešův závod.
- 2001 – v závodě v Brně zajel nejrychlejší kolo třídy 125 cm³.
- 2002 – v Japonsku šokoval vedoucí pozicí v závodě MS třídy 125 cm³, ale tu ztratil pádem na mokré trati.

### Z nejvydařenějších momentů
- 2003 – v poslední zatáčce před cílem závodu MS třídy 250 cm³ v Austrálii překonal na polosuchém povrchu vnější stranou mistra světa Poggialiho a odsunul ho tak na 9. místo.